# Parafia św. Marii Magdaleny w Kurzętniku
Parafia św. Marii Magdaleny w Kurzętniku – parafia rzymskokatolicka w diecezji toruńskiej, w dekanacie kurzętnickim, z siedzibą w Kurzętniku.

## Historia
Parafia powstała prawdopodobnie w 1291 z fundacji kapituły chełmińskiej.

## Miejscowości należące do parafii
- Krzemieniewo

## Grupy parafialne
Akcja Katolicka, Żywy Różaniec, Schola Liturgiczna, Koło Biblijne Dzieci, Koło Misyjne Dzieci, Wspólnota Młodzieżowa Szkoły Nowej Ewangelizacji, Kościół domowy, Parafialne Koło Caritas.